# اس‌اس اولیس
اس‌اس اولیس (به انگلیسی: SS Ulysses (Panama Collier No. 1)) یک کشتی بود که طول آن ۵۳۶ فوت (۱۶۳ متر) بود. این کشتی در سال ۱۹۱۴ ساخته شد.